# Floritura (música)
La floritura o fioritura, en un context musical, és un adorn escrit a la manera d'una improvisació, perquè l'executa l'intèrpret segons el seu propi criteri.

## Etimologia
La paraula floritura prové de fioritura, que en italià significa 'adorn' en el cant.

## Definició i usos
La paraula floritura, al principi, va ser utilitzada per a descriure un tipus d'ornament vocal, que consisteix a cantar diverses notes seguides amb una mateixa vocal, la qual cosa transmet la bella sensació d'endinsar-se en una paraula, o almenys en l'ànima de l'intèrpret.
Les floritures generalment eren improvisades pel cantant, però també és usual que, en una òpera, es descriguera el moment en què s'havia d'utilitzar aquest adorn, segons els esdeveniments de l'obra. La bellesa pròpia de la paraula floritura i el seu significat dins del mitjà artístic, van fer que la paraula transcendira a l'ús comú, per a significar un adorn molt notori en una activitat o objecte.
Una fermata (detenció o pausa) és un element de notació musical que indica que la nota ha de ser sostinguda per més temps del que el seu valor de nota indica (més d'un temps en cas de ser una negra, més de mig temps en cas de ser una corxera, etc.).
Exactament, com més ha de ser sostinguda queda a discussió de l'intèrpret, però el doble de la durada no seria estrany.
En general, es dibuixa sobre la nota, però ocasionalment s'usa a sota, invertida (cap a avall) de la nota que haurà de ser sostinguda. En alguns casos, aquestes pauses es dibuixen sobre les línies o dins dels espais, indicant una pausa de durada indefinida.
Aquest signe apareix des del segle xiv, i és bastant comú en els treballs de Dufay i Josquin.
En els arranjaments corals, de Johann Sebastian Bach i altres compositors del barroc, la fermata comunament sols significa la fi d'una frase, en què ha de contenir-se l'alè. En un parell de composicions d'orgue, les fermates ocorren en diferents mesures per a la mà dreta, esquerra i els peus, la qual cosa faria poc pràctica la seua aplicació.
Alguns compositors moderns (com Francis Poulenc i Krzysztof Penderecki) han expandit l'ús del símbol per a indicar una durada aproximada, incorporant fermates de diferents grandàries, fermates quadrades i triangulars, entre d'altres, per indicar pauses de diferents durades. No obstant això, cap d'aquestes s'ha convertit en estàndard.